# Постний (Чечня)
Постний (рос. Постный) — хутір у Наурському районі Чечні Російської Федерації.
Населення становить 396 осіб. Входить до складу муніципального утворення Калиновське сільське поселення.

## Історія
Згідно із законом від 14 липня 2008 року органом місцевого самоврядування є Калиновське сільське поселення.

## Населення
| 1926 | 1990 | 2002 | 2010 |
| ---- | ---- | ---- | ---- |
| 16   | ↗160 | ↘134 | ↗396 |